# Boné Uaferro
Boné Uaferro (Berlim, 4 de janeiro de 1992) é um futebolista moçambicano de origem alemã que atua como zagueiro ou volante. Atualmente defende o Fortuna Köln, clube da terceira divisão germânica.

## Carreira
Iniciou a carreira profissional em 2010, na equipe reserva do Union Berlin, onde jogou 30 partidas e marcou 1 gol até 2012. Atuou em apenas 2 jogos pelo time principal no mesmo período.
Passou também no Schalke 04 II entre 2012 e 2014, realizando 58 partidas e marcando 2 gols. Em junho de 2014, assinou com o Fortuna Köln, sua atual equipe.

## Seleção Moçambicana
Alemão de nascimento, Uaferro chegou a defender a Seleção Sub-18 entre 2009 e 2010, com 5 jogos disputados. Em 2014, escolheu a Seleção Moçambicana de Futebol para representar, e a primeira convocação foi em julho, contra a Tanzânia, pelas Eliminatórias para a Copa Africana de Nações de 2015